# Карассо, Исаак
Исаак Карассо,  Isaac Carasso Nehama (1874, Салоники, Греция— 19 апреля 1939, Париж) основатель компании йогуртов «Данон» в Испании («Groupe Danone»). Прожил 65 лет.

## Биография
Исаак Карассо родился в семье сефардских евреев в Салониках.
В 1912 году он со своей семьей переехал в Барселону (Испания). Карассо открыл свойства яурта (болгарское название йогурта) во время своих путешествий по изолированным регионам северной Болгарии. Жестокие балканские войны с османами, предшествовавшие итало-турецкой войне, вынудили его уехать из Салоников. Исаак Карассо интересовался работами Ильи Мечникова, лауреата Нобелевской премии в области физиологии и медицины, который на тот момент работал во французском институте Пастера.  В Европе еще не были широко знакомы с молочно-кислым продуктом, который был так популярен в Болгарии и Армении. Так как Илья Мечников получил премию Нобеля именно из-за открытия лакто-бактерий, сефардский еврей не растерялся, и решил продавать свой продукт в аптеках, в качестве "эликсира молодости".  В 1919 году он основал компанию в маленькой комнатке в районе Раваль, Барселона, которая позже была названа Groupe Danone, что означает вариант каталанского имени его сына, Даниэля (Danon на каталонском означает «маленький Даниэль»). Больше всего ему помог каталонский исследователь, знаменитый бактериолог Хайме Ферран, которого в Европе называли «испанским Пастером».
Его сын Даниэль Карассо (1905—2009) взял на себя семейный бизнес в Испании и основал Danone во Франции и Dannon в США.
Скончался 19 апреля 1939 года во Франции. Но никогда не менял свое испанское гражданство.